# Life (album de Ricky Martin)
Albums de Ricky Martin
Almas del silencio
(2003) MTV Unplugged
(2006)
Singles
1. I Don't Care
Sortie : 13 septembre 2005
2. Drop It on Me
Sortie : 2 novembre 2005

Life est le huitième album studio du chanteur portoricain Ricky Martin, sorti en 2005.

## Liste des pistes
| No  | Titre                                                                                  | Auteur | Producteur(s)                                    | Durée |
| --- | -------------------------------------------------------------------------------------- | --- | ------------------------------------------------ | ----- |
| 1.  | Til I Get to You                                                                       | - Ricky Martin - George Noriega - Danny López - Itaal Shur                                                                                         | - Martin - Noriega - López                       | 4:56  |
| 2.  | I Won't Desert You                                                                     | - Martin - Noriega - López - Cantor - Kara DioGuardi                                                                                               | - Martin - Noriega - López - Cantor              | 3:50  |
| 3.  | I Don't Care (featuring Fat Joe and Amerie)                                            | - Sean Garrett - Scott Storch - Joseph Cartagena                                                                                                   | - Storch                                         | 3:48  |
| 4.  | Stop Time Tonight                                                                      | Diane Warren | - Martin - Noriega - López                       | 4:00  |
| 5.  | Life                                                                                   | - Martin - Noriega - López | - Martin - Noriega - López                       | 4:07  |
| 6.  | I Am (featuring Voltio)                                                                | - Martin - Garrett - Julio Voltio | Garrett                                          | 3:31  |
| 7.  | It's Alright                                                                           | - López - Soraya Lamilla - Javier García - George Pajon, Jr.                                                                                       | - Martin - López - Pajon, Jr. - will.i.am        | 3:31  |
| 8.  | Drop It on Me (featuring Daddy Yankee)                                                 | - Martin - will.i.am - Francisco Saldaña - Victor Cabrera - Pajon, Jr. - Toby Gad - Melanie Smith - Ramón Ayala - Mohandas Dewese - Bobby Robinson | - will.i.am                                      | 3:54  |
| 9.  | This Is Good                                                                           | - Martin - Noriega - López - Lauren Christy - Graham Edwards - Scott Spock - Storch                                                                | - Martin - Noriega - López - The Matrix - Storch | 3:35  |
| 10. | Save the Dance                                                                         | - Martin - Noriega - López - Billy Mann | - Martin - Noriega - López                       | 4:05  |
| 11. | Qué más da (I Don't Care) (Luny Tunes Reggaeton Mix) (featuring Fat Joe and Debi Nova) | - Garrett - Storch - Cartagena - Claudia Brant | - Storch                                         | 3:29  |
| 12. | Déjate llevar (It's Alright – Spanish)                                                 | - López - Lamilla - García - Pajon, Jr. | - López - Pajon, Jr. - will.i.am                 | 3:34  |

| 13. | Sleep Tight | - Martin - Noriega - López - Christy - Edwards - Spock | - Martin - Noriega - López - The Matrix | 3:52 |

| 13. | It's Alright (featuring M. Pokora) | - López - Lamilla - García - Pajon, Jr. | - Martin - López - Pajon, Jr. - will.i.am | 3:22 |